# Karl Neuse
Karl Neuse (* 31. Dezember 1930 in Hannover; † 6. April 2022 ebenda) war ein deutscher Wasserball-Nationalspieler und Olympiateilnehmer.

## Leben
Neuse war zunächst beim Hannoverschen Schwimm-Verein von 1892 aktiv und wurde mit diesem 1952 Sechster bei der deutschen Meisterschaft in Tübingen. 1953 wechselte der Torhüter zum stets erfolgreicheren Nachbarn Wasserfreunde 98 Hannover. Mit den Wasserfreunden gewannen er bei deutschen Meisterschaften auf den damals populärem Sechserendrunden mehrere Medaillen und wurde unter anderem 1953 deutscher Vizemeister.
In seiner kurzen Laufbahn als Nationalspieler schaffte Neuse 1956 zusammen mit seinen Vereinskameraden Wilfried Bode und Willi Sturm den Sprung in das elfköpfige deutsche Olympiateam, das den sechsten Platz in Melbourne belegte. In der dortigen Sechser-Endrunde mit dem berühmten „Blutspiel von Melbourne“ zwischen Ungarn und Russland unterlag die deutsche Auswahl gegen den späteren Olympiasieger Ungarn mit 0:4, gegen Silbermedaillengewinner Jugoslawien gab es ein 2:2-Unentschieden.
Beruflich war Neuse bei der Hannoverschen Allgemeinen Zeitung als Verlagskaufmann tätig. 

## Schriften
- (mit Paul Röttiger): 75 Jahre Sportverein Wasserfreunde von 1898 Hannover e. V., Hannover 1973
- (mit Arne Diercks): 100 Jahre Sportverein Wasserfreunde von 1898 Hannover e. V., Hannover [1998]